# One Day at a Time (serie de televisión de 2017)
One Day at a Time (llamada Día a día en España y Un día a la vez en Hispanoamérica) es una comedia de situación estadounidense basada en la serie de 1975 del mismo nombre. La compañía del productor ejecutivo Norman Lear, Act III Productions, se acercó a Sony Pictures Television con la idea de reinventar la serie original con una familia latina. Lear había sido previamente productor ejecutivo de la serie original. La serie fue desarrollada por Gloria Calderón Kellett y Mike Royce, con Lear y su socio productor Brent Miller como productores ejecutivos.
La serie cuenta con un elenco protagonizado por Justina Machado, Todd Grinnell, Isabella Gomez, Marcel Ruiz, Stephen Tobolowsky y Rita Moreno. El programa gira en torno a una familia cubanoamericana que vive en el barrio de Los Ángeles de Echo Park, centrándose en una madre soltera que es una veterana del ejército que lidia con el trastorno de estrés postraumático, sus hijos y su madre cubana. La reimaginación de la comedia de situación original de CBS aborda temas como las enfermedades mentales, la inmigración, el sexismo, la homofobia, la identidad de género y el racismo que enfrentan los hispanos que viven en los Estados Unidos.
La serie se estrenó en Netflix el 6 de enero de 2017; y las temporadas posteriores se estrenaron el 26 de enero de 2018 y el 8 de febrero de 2019. Netflix canceló la serie el 14 de marzo de 2019, pero el 27 de junio de 2019, Pop anunció que reviviría la serie en 2020, haciendo de One Day at a Time el primer programa original cancelado por Netflix. para ser revivido en una red lineal tradicional. La cuarta temporada se estrenó el 24 de marzo de 2020 en Pop, con una transmisión simultánea en TV Land y Logo TV; la transmisión simultánea con TV Land se hizo permanente poco después, ya que las calificaciones de TV Land para el estreno fueron casi cinco veces más del estreno del episodio en Pop. En marzo de 2020, la producción de la cuarta temporada llegó a su fin debido a la pandemia de COVID-19. Los episodios de primera ejecución continuaron transmitiéndose hasta el 28 de abril de 2020, y no se espera que la producción y/o transmisión adicionales se reanuden hasta 2021. Se anunciaron planes al día siguiente para hacer un especial animado, informado más adelante en mayo de 2020 como «El episodio de la política». El episodio, coproducido con el animador canadiense Smiley Guy Studios, se estrenó el 16 de junio de 2020. CBS comenzó a transmitir los episodios de la cuarta temporada el 12 de octubre de 2020. En noviembre de 2020, Pop canceló la serie después de la cuarta temporada, pero Sony Pictures TV indicó que compraría la serie en otros puntos de venta. El 8 de diciembre de 2020, se anunció que no habría nuevos episodios, poniendo fin a la serie para siempre.
Tras su lanzamiento, el programa recibió elogios de la crítica, y los críticos y periodistas elogiaron la escritura y las actuaciones de Machado y Moreno. One Day at a Time fue catalogado como uno de los mejores programas de televisión de 2017, y numerosos críticos lo clasificaron como uno de los diez mejores programas del año. La serie recibió múltiples premios y nominaciones, incluidas cuatro nominaciones al Premio Primetime Emmy a la mejor edición de imágenes multicámara para una serie de comedia y ganó dos en 2019 y 2020. En los Premios de la Fundación Imagen 2017, la serie ganó Mejor programa de televisión en horario estelar - Comedia, Mejor actriz de televisión (Machado), Mejor atriz de reparto de televisión (Gómez) y Mejor actor joven de televisión (Ruiz). Moreno fue nominada a un Premio de la Crítica Televisiva a la mejor actriz de reparto en serie de comedia. La serie también ha sido nominada tres veces para un premio GLAAD Media a la mejor serie de comedia.

## Premisa
La serie representa la vida cotidiana de una familia cubano-americana con cada personaje encontrando su propio viaje. Siguiendo la historia de Penélope Álvarez, una veterana del Cuerpo de Enfermeras del Ejército de los Estados Unidos, enfrenta su regreso a la vida civil con muchos problemas sin resolver de su tiempo en el Ejército. Ella trabaja como enfermera en la oficina del Dr. Leslie Berkowitz. Después de que el alcoholismo de su esposo debido al trastorno de estrés postraumático de su tiempo en el ejército lo hizo, en palabras de Penélope, "no es seguro estar en la casa", ella se separa de Victor, llevándose a los niños con ella. Con la ayuda de su madre cubana, Lydia Riera, está criando a dos hijos: Elena y Alex. Además de planear la quinceañera de su hija, Penélope comienza a salir y encuentra un interés amoroso. Elena, resistente a tener membrillos, comienza a salir con un adolescente de su clase; para luego darse cuenta de que ella es lesbiana. Después de luchar para contarle a su familia sobre su sexualidad, encuentra el momento adecuado para salir.
En la segunda temporada, Penélope continúa lidiando con su TEPT, mientras regresa a tener citas. Elena encuentra un interés amoroso en Syd, que es no binario. Lydia y Schneider revelan que no son ciudadanos legales de los EE. UU. Y, por lo tanto, ambos toman sus exámenes de ciudadanía. Hacia el final de la temporada, Lydia sufre un derrame cerebral y comienza a flotar entre la vida y la muerte, aunque finalmente sobrevive.
En la tercera temporada, Penélope, Elena, Alex y Schneider se encuentran más a medida que avanza la temporada. El padre de Schneider viene a visitar el edificio y casi hace que los Álvarez pierdan su hogar. Schneider se rebela y va en contra de su padre, salvando el edificio de convertirse en un condominio, pero al hacer esto, recae. Alex está castigado durante la mayor parte de la temporada por ir al Bud-E Fest, pero deja de estar castigado cuando Penélope descubre cómo manejó la recaída de Schneider.

## Reparto

### Principal
- Justina Machado como Penelope Álvarez, es una enfermera veterana de la guerra en Afganistán. Cuando regresa del ejército, se enfrenta con problemas para integrarse a su vida de civil.
- Rita Moreno como Lydia, es la madre de Penelope. En su juventud fue bailarina y maestra de baile. A muy temprana edad emigró de Cuba a los Estados Unidos huyendo del régimen de Fidel Castro.
- Todd Grinnell como Pat Schneider, es el vecino de la familia Álvarez
- Isabella Gomez como Elena Álvarez, es la hija mayor de Penelope. Es una joven liberal que constantemente señala algunas de las costumbres machistas de la sociedad y el trato que le da a las mujeres.
- Stephen Tobolowsky como Dr. Berkowitz, es el jefe de Penelope. Luego de varios episodios se ve interesado amorosamente en Lydia.
- Marcel Ruiz como Alex Álvarez el hijo menor de Penelope y hermano menor de Elena, casi siempre se mete en problemas

### Recurrente
- Ariela Barer como Carmen (temporada 1), es la mejor amiga de Elena. Luego de que deportarán a sus padres comienza a vivir en casa de Elena y posteriormente se muda con su hermano en Austin, Texas
- Fiona Gubelmann como Lori (temporada 1), es la secretaria del Dr. Berkowitz
- Eric Nenninger como Scott (temporadas 1-3), es un enfermero que trabaja en la oficina del Dr. Berkowitz
- Froy Gutierrez como Josh Flores (temporada 1), amigo de Elena
- Haneefah Wood como Jill Riley, amigo de Penelope
- Mackenzie Phillips como Pam Valentine, la líder del grupo de terapia para veteranos al que Penelope acude.
- Judy Reyes como Ramona, amiga de Penelope del grupo de terapia para veteranos
- Tony Plana como Berto Riera (temporadas 1-3), el esposo difunto de Lydia
- Jolie Jenkins como Nikki (temporadas 1-3), el antiguo interés amoroso de Schneider
- James Martínez como Victor Álvarez (temporadas 1-3), el exmarido de Penelope
- Ed Quinn como Max Ferraro (temporadas 2-4), la pareja de Penélope, con quien rompe luego de que Max expresara su deseo de ser padre.
- Santina Muha como Beth (temporadas 2-4), miembro del grupo de terapia para veteranos
- Nicky Endres como Cynthia (temporadas 3-4), miembro del grupo de terapia para veteranos
- Alex Quijano como Mateo (temporada 3), amigo de Penelope de St. Bibiana Academy
- India de Beaufort como Avery (temporadas 3-4), la novia de Schneider y profesora
- Raquel Justice as como (temporada 4), la novia de Alex

### Invitados
- Cedric Yarbrough como Jerry
- Polina Frantsena como Abby
- Jay Hayden como Ben
- Gabrielle Elyse como Dani
- Ivonne Coll como Esme
- Emiliano Díez como el Padre Jose
- Georgia Engel como la Hermana Barbara
- Tim Bagley como Henry
- Mindy Sterling como Delia
- Timm Sharp como Wally
- Gloria Estefan como Mirtha
- Melissa Fumero como Estrellita
- Stephanie Beatriz como Pilar
- Liz Torres como Tía Monica
- Danny Pino como Tito
- Glenn Scarpelli como Chad
- Alan Ruck como Lawrence Schneider
- Gloria Calderón Kellett como Nicole
- Joe Manganiello como Nick
- Ray Romano como Brian
- David Clayton Rogers como Sebastian
- Sally Pressman como la Enfermera Sasha
- Andrew Leeds como Byrce
- Eugene Byrd como Shawn
- Adam Rodríguez como Danny
- Reggie Watts como Mr. Mann
- Marla Gibbs como Mrs. Jones
- Jeimy Osorio como Melba
- Lin-Manuel Miranda como Juanito

## Episodios
| Temporada | Temporada | Episodios | Episodios | Emisión original     | Emisión original     |
| Temporada | Temporada | Episodios | Episodios | Primera emisión      | Última emisión       |
| --------- | --------- | --------- | --------- | -------------------- | -------------------- |
|           | 1         | 13        | 13        | 6 de enero de 2017   | 6 de enero de 2017   |
|           | 2         | 13        | 13        | 26 de enero de 2018  | 26 de enero de 2018  |
|           | 3         | 13        | 13        | 8 de febrero de 2019 | 8 de febrero de 2019 |
|           | 4         | 7         | 7         | 24 de marzo de 2020  | 26 de junio de 2020  |

## Producción
El 11 de enero de 2016, la plataforma Netflix anuncia que ha encargado la primera temporada del remake de la serie One Day at a Time emitido entre 1975 y 1984 por la cadena estadounidense CBS, que constará de trece episodios.
El 27 de julio de 2016, Netflix anunció que la primera temporada estaría disponible el 6 de enero de 2017.

## Recepción
Según Metacritic, la serie ha recibido críticas mayormente favorables, con una calificación promedio de 77/100. En Rotten Tomatoes la serie tiene un 100% con 14 evaluaciones de los críticos. Hasta ahora la serie ha sido aclamada por los críticos, la mayoría elogiando la actuación de Rita Moreno y Justina Machado. Roger Catlin escribió: «Mucho mejor que Fuller House de Netflix, este tiene un calor y un gusto que la mayoría de los sitcoms de las cadenas envidiarían. Robert Lloyd de Los Angeles Times, comentó: «La serie encuentra rápidamente su voz y su ritmo. Es alegre sin precipitarse».

## Premios y nominaciones
| Año  | Premio                                          | Categoría                                                | Nominado(s)                                         | Resultado | Ref.          |
| ---- | ----------------------------------------------- | -------------------------------------------------------- | --------------------------------------------------- | --------- | ------------- |
| 2017 | Teen Choice Awards                              | Choice TV Show: Comedia                                  | One Day at a Time                                   | Nominada  | [ 30 ]        |
| 2017 | Imagen Awards                                   | Mejor programa de televisión en primetime – Comedia      | One Day at a Time                                   | Ganadora  | [ 31 ] [ 32 ] |
| 2017 | Imagen Awards                                   | Mejor Actriz – Televisión                                | Justina Machado                                     | Ganadora  | [ 31 ] [ 32 ] |
| 2017 | Imagen Awards                                   | Mejor Actriz de Reparto – Televisión                     | Rita Moreno                                         | Nominada  | [ 31 ] [ 32 ] |
| 2017 | Imagen Awards                                   | Mejor Actriz de Reparto – Televisión                     | Isabella Gomez                                      | Ganadora  | [ 31 ] [ 32 ] |
| 2017 | Imagen Awards                                   | Mejor actor juvenil – Televisión                         | Marcel Ruiz                                         | Ganador   | [ 31 ] [ 32 ] |
| 2017 | IGN Summer Awards                               | Mejor interpretación de TV                               | Rita Moreno                                         | Nominada  | [ 33 ]        |
| 2017 | Primetime Emmy Awards                           | Edición de imagen multi-cámara para serie de comedia     | Pat Barnett                                         | Nominada  | [ 34 ]        |
| 2017 | Online Film & Television Association Awards     | Mejor serie cómica                                       | One Day at a Time                                   | Nominada  | [ 35 ]        |
| 2017 | Online Film & Television Association Awards     | Mejor actriz en serie de cómica                          | Justina Machado                                     | Nominada  | [ 35 ]        |
| 2017 | Online Film & Television Association Awards     | Mejor actriz de reparto en serie cómica                  | Rita Moreno                                         | Nominada  | [ 35 ]        |
| 2017 | Online Film & Television Association Awards     | Mejor reparto en serie cómica                            | One Day at a Time                                   | Nominada  | [ 35 ]        |
| 2017 | Online Film & Television Association Awards     | Mejor dirección en serie cómica                          | One Day at a Time                                   | Nominada  | [ 35 ]        |
| 2017 | Gold Derby Awards                               | Mejor actriz de reparto en serie de comedia              | Rita Moreno                                         | Nominada  | [ 36 ]        |
| 2017 | National Hispanic Media Coalition Impact Awards | Mejor serie de comedia                                   | Mike Royce, Gloria Calderón Kellet, Justina Machado | Ganadores | [ 37 ]        |
| 2018 | Critics' Choice Television Awards               | Mejor actriz de reparto en serie de comedia              | Rita Moreno                                         | Nominada  | [ 38 ]        |
| 2018 | TVLine Awards                                   | Intérprete de la semana                                  | Justina Machado                                     | Ganadora  | [ 39 ]        |
| 2018 | GLAAD Media Awards                              | Mejor serie de comedia                                   | One Day at a Time                                   | Nominada  | [ 40 ]        |
| 2018 | Television Academy Honors                       | Televisión con conciencia                                | One Day at a Time                                   | Ganadora  | [ 41 ]        |
| 2018 | TCA Awards                                      | Méritos sobresalientes en comedia                        | One Day at a Time                                   | Nominada  | [ 42 ]        |
| 2018 | Premios Peabody                                 | Entretenimiento, infantil y juvenil                      | One Day at a Time                                   | Nominada  | [ 43 ]        |
| 2018 | Primetime Emmy                                  | Edición de imagen multi-cámara para serie de comedia     | Pat Barnett                                         | Nominada  | [ 44 ]        |
| 2018 | Imagen Awards                                   | Mejor serie de televisión en primetime – Comedia         | One Day at a Time                                   | Ganadora  | [ 45 ]        |
| 2018 | Imagen Awards                                   | Mejor actriz – Televisión                                | Justina Machado                                     | Ganadora  | [ 45 ]        |
| 2018 | Imagen Awards                                   | Mejor actriz en serie cómica – Televisión                | Rita Moreno                                         | Nominada  | [ 45 ]        |
| 2018 | Imagen Awards                                   | Mejor actriz en serie cómica – Televisión                | Isabella Gomez                                      | Nominada  | [ 45 ]        |
| 2018 | Imagen Awards                                   | Mejor Actor juvenil – Televisión                         | Marcel Ruiz                                         | Nominada  | [ 45 ]        |
| 2018 | Premios People's Choice                         | La serie revival de 2018                                 | One Day at a Time                                   | Nominada  | [ 46 ]        |
| 2018 | Sentinel Awards                                 | Salud mental                                             | One Day at a Time                                   | Ganadora  | [ 47 ]        |
| 2018 | Premio Humanitas                                | Comedia de 30 minutos                                    | Michelle Badillo, Caroline Levich                   | Nominada  | [ 48 ]        |
| 2019 | Dorian Awards                                   | Unsung TV Show of the Year                               | One Day at a Time                                   | Nominada  | [ 49 ]        |
| 2019 | Critics' Choice Television Awards               | Mejor serie de comedia                                   | One Day at a Time                                   | Nominada  | [ 50 ]        |
| 2019 | Critics' Choice Television Awards               | Mejor Actriz en serie de comedia                         | Justina Machado                                     | Nominada  | [ 50 ]        |
| 2019 | Critics' Choice Television Awards               | Mejor actriz de reparto en serie de comedia              | Rita Moreno                                         | Nominada  | [ 50 ]        |
| 2019 | GLAAD Media Awards                              | Mejor serie de comedia                                   | One Day at a Time                                   | Nominada  | [ 51 ]        |
| 2019 | Teen Choice Awards                              | Serie de comedia                                         | One Day at a Time                                   | Nominada  | [ 52 ]        |
| 2019 | Teen Choice Awards                              | Actor de televisión - Comedia                            | Marcel Ruiz                                         | Nominada  | [ 52 ]        |
| 2019 | Imagen Awards                                   | Mejor serie de televisión en primetime – Comedia         | One Day at a Time                                   | Ganadora  | [ 53 ]        |
| 2019 | Imagen Awards                                   | Mejor actriz – Televisión                                | Justina Machado                                     | Nominada  | [ 53 ]        |
| 2019 | Imagen Awards                                   | Mejor actriz de reparto en serie de comedia – Televisión | Rita Moreno                                         | Ganadora  | [ 53 ]        |
| 2019 | Imagen Awards                                   | Mejor actriz de reparto en serie de comedia – Televisión | Isabella Gomez                                      | Nominada  | [ 53 ]        |
| 2019 | Imagen Awards                                   | Mejor Actor juvenil – Televisión                         | Marcel Ruiz                                         | Nominado  | [ 53 ]        |
| 2019 | Primetime Emmy Awards                           | Edición de imagen multi-cámara para serie de comedia     | Pat Barnett                                         | Ganadora  | [ 54 ]        |
| 2019 | Vulture TV Awards                               | Mejor actriz de reparto                                  | Rita Moreno                                         | Ganadora  | [ 55 ]        |
| 2019 | Latino Media Fest                               | Mejor serie de televisión latina                         | One Day at a Time                                   | Ganadora  | [ 56 ]        |
| 2019 | Sentinel Awards                                 | Salud mental                                             | One Day at a Time                                   | Ganadora  | [ 57 ]        |
| 2020 | Critics' Choice Television Awards               | Mejor serie de comedia                                   | One Day at a Time                                   | Nominada  | [ 58 ]        |
| 2020 | Critics' Choice Television Awards               | Mejor actriz de reparto en serie de comedia              | Rita Moreno                                         | Nominada  | [ 58 ]        |
| 2020 | GLAAD Media Awards                              | Mejor serie de comedia                                   | One Day at a Time                                   | Nominada  | [ 59 ]        |
| 2020 | NAACP Image Awards                              | Mejor guion en una serie de comedia                      | Gloria Calderón Kellett, Mike Royce                 | Nominados | [ 59 ]        |
| 2020 | Dorian Awards                                   | Unsung TV Show of the Year                               | One Day at a Time                                   | Nominada  | [ 60 ]        |
| 2020 | Primetime Emmy Awards                           | Edición de imagen multi-cámara para serie de comedia     | Cheryl Campsmith                                    | Ganadora  | [ 61 ]        |
| 2020 | Imagen Awards                                   | Mejor serie de televisión en primetime – Comedia         | One Day at a Time                                   | Nominada  | [ 62 ]        |
| 2020 | Imagen Awards                                   | Mejor actriz – Televisión                                | Justina Machado                                     | Nominada  | [ 62 ]        |
| 2020 | Imagen Awards                                   | Mejor actriz de reparto en serie de comedia – Televisión | Rita Moreno                                         | Ganadora  | [ 62 ]        |
| 2020 | Imagen Awards                                   | Mejor actriz de reparto en serie de comedia – Televisión | Isabella Gomez                                      | Nominada  | [ 62 ]        |